# Torneio Mercosul
O Torneio Mercosul foi uma competição amistosa entre clubes sul-americanos, realizada nos anos de 1995 e 1996. 
A primeira oportunidade, organizada pela Federação Catarinense de Futebol, teve 9 participantes de três países diferentes (Brasil, Uruguai e Paraguai). O campeão foi o Figueirense.
Já na segunda edição, organizada por um grupo de empresários, apenas três clubes participaram: San Lorenzo, da Argentina, Universidad Católica, do Chile, e o campeão Internacional.
Os times estrangeiros perderam todos os jogos contra times brasileiros: sete (uma vez na prorrogação).

## Campeões
| Ano           | Campeão       | Vice-Campeão         |
| ------------- | ------------- | -------------------- |
| 1995 Detalhes | Figueirense   | Joinville            |
| 1996 Detalhes | Internacional | Universidad Católica |